# Anthony Zimmer
Anthony Zimmer és una pel·lícula francesa policíaca, dirigida per Jérôme Salle i estrenada l'any 2005. Ha estat doblada al català. Va ser nominada al César a la millor primera pel·lícula.

## Argument
Anthony Zimmer és un dels més grans criminals financers del món, especialitzat al Blanqueig de diners. Després d'una complicada operació de cirurgia estètica, ningú no sap a qui s'assembla, ni la policia, ni la màfia russa (que intenta fer-lo callar), ni la seva amant Chiara (Sophie Marceau). Aquesta última prova tanmateix de trobar-lo gràcies als petits anuncis del Herald Tribune i tracta d'embolicar les pistes de la policia i de la màfia, fixant-se en desconeguts del mateix tipus que Anthony. És així com François Taillandier (Yvan Attal) es troba al mig d'una caça a l'home del qual és la presa.

## Repartiment
- Sophie Marceau: Chiara Manzoni
- Yvan Attal: François Taillandier
- Sami Frey: Akerman
- Gilles Lellouche: Müller
- Daniel Olbrychski: Nassaiev
- Samir Guesmi: Driss
- Dimitri Rataud: Perez
- Nicky Marbot: duaner 1
- Olivier Chenevat: duaner 2
- Alban Casterman: el jove duaner
- Christophe Odent: el president de la comissió
- Laurent Klug: home discret
- Alain Figlarz: duaner taxi
- Olivier Brocheriou: infermer escàner
- Frederic Vaysse: l'interventor TGV
- Aurélien Jegou: el jove noi al Tren blau
- Alban Casterman: un policia al camió de repartiment

## Producció
El rodatge ha tingut lloc a París (restaurant El Tren blau), a Eivissa, Niça (hotel Negresco), Cannes (Carlton).
Jérôme Sala ha volgut que la primera escena rodada per Yvan Attal i Sophie Marceau sigui la de la seva trobada Yvan Attal conta: 

## Remake
L'any 2010 es va estrenar un remake americà titulat The Tourist i dirigida per Florian Henckel von Donnersmarck. Angelina Jolie i Johnny Depp hi reprenen els papers principals.